# Sciara philippinensis
Sciara philippinensis är en tvåvingeart som beskrevs av Edwards 1929. Sciara philippinensis ingår i släktet Sciara och familjen sorgmyggor.
Artens utbredningsområde är Filippinerna. Inga underarter finns listade i Catalogue of Life.